# Эверест (фильм)
«Эверест» (англ. Everest) — приключенческий фильм исландского режиссёра Балтазара Кормакура, главные роли в котором исполнили Джейсон Кларк, Джош Бролин, Джейк Джилленхол, Сэм Уортингтон и Джон Хоукс. Премьера в США состоялась 18 сентября 2015 года. В российский прокат фильм вышел 24 сентября, в том числе в форматах IMAX и IMAX 3D.

## Сюжет
В основе фильма лежат реальные события, произошедшие в Гималаях в мае 1996 года.
Впервые Эверест был покорён Эдмундом Хиллари и Норгеем Тенцингом 29 мая 1953 года. Спустя десятилетия на вершину стали отправляться экскурсии для альпинистов-любителей вместе с профессиональными гидами, включая «Горное безумие» Скотта Фишера.
Весна 1996 года. Группа альпинистов-любителей, участников экспедиции «Консультанты по приключениям» под руководством профессионального гида Роба Холла и его помощников, отправляется на самолёте в Непал, где после нескольких дней пребывания в городе, направляется в базовый лагерь, находящийся у подножия Джомолунгмы. Там Роб встречает Скотта Фишера — руководителя экспедиции «Горное безумие». Холл предлагает Фишеру объединить усилия для успешного восхождения, Скотт соглашается. Первоначально команда Холла каждый день постепенно поднимается на гору для того, чтобы адаптироваться к разреженному воздуху и давлению. Члену «Консультантов по приключениям», Дагу, становится плохо — ему прописывают таблетки и использование кислородной маски. Наступает 10 мая — время подъёма.
«Консультанты по приключениям» начинают восхождение на гору, однако из-за неосторожности едва не погибает клиент Роба Холла Бек Уэзерс, которого сам Роб и спасает. Подъём затягивается из-за несогласованности в провешивании верёвок и большого количества альпинистов на склоне. Некоторым из группы «Консультантов по приключениям» удаётся добраться до Эвереста первыми около 13 часов, что является большим счастьем для всей группы. В это время из базового лагеря приходят известия, что надвигается снежная буря, и команде необходимо повернуть назад. Роб отправляет альпинистов в лагерь, а сам доводит уставшего Дага до вершины, помогая ему осуществить мечту. Роб и Даг последними из всех начинают спуск с вершины уже после 16:00, что на несколько часов позднее запланированного изначально времени.
Начинается пурга. Скотту Фишеру становится плохо на спуске, и он остаётся ждать гида своей группы, Анатолия Букреева, пока тот доставит ему кислород. Анатолий весь вечер и ночь занят спасением клиентов экспедиции, и когда, наконец, поднимается к Фишеру, находит того мёртвым. Во время бури замерзает на склоне японская альпинистка из группы Холла Ясуко Намба, а Бек получает серьёзное обморожение. Остальные с трудом спускаются в наступившей темноте в лагерь. Обессилевший Даг во время спуска с Робом падает вниз и разбивается. К Холлу на помощь приходит Энди Харрис с запасным баллоном кислорода, однако тот вскоре тоже падает с обрыва и погибает. У Роба повреждается кислородный баллон, и он начинает замерзать. За ним посылают шерпов, однако из-за бури им приходится остановить поиски и вернуться в лагерь. Роба соединяют по рации с его беременной женой Джен, и он, в последние минуты своей жизни, общается с ней. Обмороженный Бек силой воли добирается до лагеря, где ему оказывают помощь, затем спускают ещё ниже, откуда его эвакуирует вертолёт. Вскоре Бек возвращается к своей жене и детям.
Заключительные титры показывают, что Бек потерял обе ладони и нос из-за сильного обморожения, и что тело Роба остается на Эвересте. Жена Холла родила дочь Сару.

## В ролях
| Актёр                    | Роль                                                             |
| ------------------------ | ---------------------------------------------------------------- |
| Джейсон Кларк            | Роб Холл, руководитель экспедиции «Консультанты по приключениям» |
| Джош Бролин              | Бек Уэзерс, доктор                                               |
| Джейк Джилленхол         | Скотт Фишер, руководитель экспедиции «Горное безумие»            |
| Сэм Уортингтон           | Гай Коттер                                                       |
| Джон Хоукс               | Даг Хансен, клиент Холла (почтальон)                             |
| Майкл Келли              | Джон Кракауэр, журналист                                         |
| Ингвар Эггерт Сигурдссон | Анатолий Букреев                                                 |
| Кира Найтли              | Джен Арнольд, беременная жена Роба Холла                         |
| Эмили Уотсон             | Хелен Уилтон                                                     |
| Робин Райт               | Пич Уэзерс, жена Бека                                            |
| Мартин Хендерсон         | Энди Харрис                                                      |
| Элизабет Дебики          | Кэролайн Маккензи                                                |
| Наоко Мори               | Ясуко Намба, альпинистка из Японии                               |
| Клайв Стэнден            | Эд Вистурс                                                       |
| Ванесса Кирби            | Сэнди Хилл                                                       |
| Том Гудмэн-Хилл          | Нил Бейделман                                                    |
| Миа Гот                  | Мег Уэзерс                                                       |

## Премьера
8 июля 2015 года было объявлено, что «Эверест» станет фильмом открытия 72-го Венецианского кинофестиваля.
Премьера в США состоялась 18 сентября 2015 года, в России он вышел в прокат 24 сентября того же года.

## Награды и номинации
- 2015 — номинация на приз фестиваля операторского искусства «Camerimage» за лучший фильм в формате 3D (Сальваторе Тотино).
- 2015 — номинация на премию «Спутник» за лучшие визуальные эффекты.
- 2016 — номинация на премию Гильдии киноактёров США за лучшую работу каскадёров.